# Alstroemeria ibitipocae
Alstroemeria ibitipocae är en alströmeriaväxtart som beskrevs av Pierfelice Ravenna. Alstroemeria ibitipocae ingår i släktet alströmerior, och familjen alströmeriaväxter. Inga underarter finns listade i Catalogue of Life.